# Третий дивизион чемпионата мира по хоккею с шайбой среди молодёжных команд
Третий дивизион чемпионата мира по хоккею с шайбой среди молодёжных команд - ежегодное соревнование, проводимое под эгидой под эгидой ИИХФ с 1995 года.

## История турнира
В середине 90-х годов 20-го века, в связи с политическими изменениями, появилось большое количество новых команд и в 1995 году был проведён первый турнир (группа C2), в котором приняли участие молодёжные сборные Казахстана, Словении, Эстонии, Литвы, Хорватии и Югославии.
С 1996 по 2000 год соревнования проходили в рамках группы D молодёжного первенства. Затем была проведена реорганизация групп и были созданы четыре дивизиона: Топ-Дивизион, первый, второй и третий, который стал преемником турнира группы D.

## Результаты Третьего дивизиона

### 1995
| Год  | Вышли в группу C ЧМ | Вышли в группу C ЧМ | Вылетели из группы C ЧМ | Вылетели из группы C ЧМ |
| ---- | ------------------- | ------------------- | ----------------------- | ----------------------- |
| 1995 | Казахстан           | Словения            | не было перехода        |                         |

### 1996
| Год  | Вышли в группу C ЧМ | Вылетели из группы C ЧМ |
| ---- | ------------------- | ----------------------- |
| 1996 | Хорватия            | Испания                 |
| 1997 | Эстония             | Нидерланды              |
| 1998 | Литва               | Румыния                 |
| 1999 | Югославия           | Хорватия                |

### 2000
| Год  | Вышли во второй дивизион ЧМ | Вылетели из группы C ЧМ | Вылетели из группы D ЧМ |
| ---- | --------------------------- | ----------------------- | ----------------------- |
| 2000 | Хорватия                    | Югославия               | Исландия                |

### 2001
| Год  | Вышли во второй дивизион ЧМ | Вылетели из второго дивизиона ЧМ | Вышли в третий дивизион ЧМ из квалификации | Вылетели из третьего дивизиона ЧМ |
| ---- | --------------------------- | -------------------------------- | ------------------------------------------ | --------------------------------- |
| 2001 | Эстония                     | Нидерланды                       | Исландия                                   | Австралия                         |

### 2002
| Год  | Вышли во второй дивизион ЧМ            | Составили третий дивизион ЧМ | Составили третий дивизион ЧМ | Составили третий дивизион ЧМ | Составили третий дивизион ЧМ | Составили третий дивизион ЧМ |
| ---- | -------------------------------------- | ---------------------------- | ---------------------------- | ---------------------------- | ---------------------------- | ---------------------------- |
| 2002 | Все команды перешли во второй дивизион | Республика Корея             | Австралия                    | Бельгия                      | Турция                       | Люксембург                   |

### 2003-2011
| Год  | Вышли во второй дивизион                       | Вышли во второй дивизион | Перешли из второго дивизиона | Перешли из второго дивизиона       |
| ---- | ---------------------------------------------- | ------------------------ | ---------------------------- | ---------------------------------- |
| 2003 | Республика Корея                               | Бельгия                  | Болгария                     | Мексика                            |
| 2004 | Австралия                                      | Китай                    | Исландия                     | ЮАР                                |
| 2005 | Мексика                                        | Новая Зеландия           | Литва                        | Бельгия                            |
| 2006 | Литва                                          | Исландия                 | Новая Зеландия               | Китай                              |
| 2007 | Китай                                          | Бельгия                  | Австралия                    | Сербия                             |
| 2008 | Новая Зеландия Отказалась от участия в турнире | Сербия                   | Исландия                     | Китай Возвращён во второй дивизион |
| 2009 | Турнир в третьем дивизионе не состоялся        |                          |                              |                                    |
| 2010 | Исландия                                       | Австралия                | Мексика                      | Сербия                             |
| 2011 | Мексика                                        | Сербия                   | Исландия                     | Китай                              |

### 2012–н.в.
| Год  | Перешли в группу В второго дивизиона | Вылетели в третий дивизион из группы В второго дивизиона | Вышли в третий дивизион через квалификационный турнир |
| ---- | ------------------------------------ | -------------------------------------------------------- | ----------------------------------------------------- |
| 2012 | Исландия                             | Мексика                                                  |                                                       |
| 2013 | Китай                                | Бельгия                                                  |                                                       |
| 2014 | Бельгия                              | Китай                                                    |                                                       |
| 2015 | Китай                                | Исландия                                                 |                                                       |
| 2016 | Мексика                              | Китай                                                    |                                                       |
| 2017 | Турция                               | Австралия                                                |                                                       |
| 2018 | Израиль                              | Турция                                                   | ЮАР, Тайвань                                          |
| 2019 | Китай                                | Мексика                                                  |                                                       |
| 2020 | Исландия                             |                                                          |                                                       |
| 2021 | Отменено из-за пандемии COVID-19     | Отменено из-за пандемии COVID-19                         | Отменено из-за пандемии COVID-19                      |
| 2022 | Тайвань Мексика                      |                                                          |                                                       |
| 2023 | Австралия                            |                                                          |                                                       |
| 2024 | Израиль                              | Кыргызстан                                               | Босния и Герцеговина                                  |
| 2025 | Новая Зеландия                       | Мексика                                                  | Таиланд                                               |